# Япония на летних Олимпийских играх 1932
На Летних Олимпийских играх 1932 года Японская империя была представлена 157 спортсменами (140 мужчины, 17 женщин), выступавшими в 11 видах спорта. Они завоевали 7 золотых, 7 серебряных и 4 бронзовых медали, что вывело команду на 5-е место в неофициальном командном зачёте.

## Медалисты
| Медаль  | Спортсмен                                                 | Вид спорта      | Дисциплина                                 |
| ------- | --------------------------------------------------------- | --------------- | ------------------------------------------ |
| Золото  | Ясудзи Миядзаки                                           | Плавание        | Мужчины, 100 м вольным стилем              |
| Золото  | Кусуо Китамура                                            | Плавание        | Мужчины, 1500 м вольным стилем             |
| Золото  | Масадзи Киёкава                                           | Плавание        | Мужчины, 100 м на спине                    |
| Золото  | Ёсиюки Цурута                                             | Плавание        | Мужчины, 200 м брассом                     |
| Золото  | Ясудзи Миядзаки Масанори Юса Такаси Ёкояма Хисакити Тоёда | Плавание        | Мужчины, эстафета 4 x 200 м вольным стилем |
| Золото  | Тюхэй Намбу                                               | Лёгкая атлетика | Мужчины, тройной прыжок                    |
| Золото  | Такэити Ниси                                              | Конный спорт    | Конкур                                     |
| Серебро | Тацуго Каваиси                                            | Плавание        | Мужчины, 100 м вольным стилем              |
| Серебро | Сёдзо Макино                                              | Плавание        | Мужчины, 1500 м вольным стилем             |
| Серебро | Тосио Ириэ                                                | Плавание        | Мужчины, 100 м на спине                    |
| Серебро | Рэйдзо Коикэ                                              | Плавание        | Мужчины, 200 м брассом                     |
| Серебро | Хидэко Маэхата                                            | Плавание        | Женщины, 200 м брассом                     |
| Серебро | Сюхэй Нисида                                              | Лёгкая атлетика | Мужчины, прыжок с шестом                   |
| Серебро | Команда                                                   | Хоккей на траве | Мужчины                                    |
| Бронза  | Цутому Оёкота                                             | Плавание        | Мужчины, 400 м вольным стилем              |
| Бронза  | Кэнтаро Кавацу                                            | Плавание        | Мужчины, 100 м на спине                    |
| Бронза  | Тюхэй Намбу                                               | Лёгкая атлетика | Мужчины, прыжок в длину                    |
| Бронза  | Кэнкити Осима                                             | Лёгкая атлетика | Мужчины, тройной прыжок                    |

## Состав и результаты олимпийской сборной Японии

### Водное поло
Спортсменов — 8

#### Мужчины
Состав команды
| Мужская сборная Японии по водному поло | Мужская сборная Японии по водному поло | Мужская сборная Японии по водному поло | Мужская сборная Японии по водному поло | Мужская сборная Японии по водному поло | Мужская сборная Японии по водному поло | Мужская сборная Японии по водному поло | Мужская сборная Японии по водному поло |
| №                                      | Имя                                    | Дата рождения (возраст)                | Рост                                   | Вес                                    | Клуб                                   | Игры                                   | Голы                                   |
| -------------------------------------- | -------------------------------------- | -------------------------------------- | -------------------------------------- | -------------------------------------- | -------------------------------------- | -------------------------------------- | -------------------------------------- |
|                                        | Сюдзи Дои                              | 1 октября 1909 (22 года)               |                                        |                                        |                                        | 3                                      | 0                                      |
|                                        | Сэйбэй Кимура                          | 11 октября 1911 (20 лет)               |                                        |                                        |                                        | 1                                      | 0                                      |
|                                        | Такасигэ Мацумото (GK)                 | 23 сентября 1908 (23 года)             |                                        |                                        |                                        | 3                                      | 0                                      |
|                                        | Тосукэ Савами                          | 31 марта 1910 (22 года)                |                                        |                                        |                                        | 2                                      | 0                                      |
|                                        | Ясутаро Сакагами                       | 9 января 1912 (22 года)                |                                        |                                        |                                        | 3                                      | 0                                      |
|                                        | Такадзи Такэбаяси                      | 8 августа 1909 (22 года)               |                                        |                                        |                                        | 3                                      | 0                                      |
|                                        | Ивао Токито                            | 1908                                   |                                        |                                        |                                        | 3                                      | 0                                      |
|                                        | Акира Фудзита                          | 1 января 1908 (24 года)                |                                        |                                        |                                        | 3                                      | 0                                      |

Результаты
Групповой этап
| Место | Команда  | И | В | Н | П | МЗ | МП | МР  | Очки |
| ----- | -------- | - | - | - | - | -- | -- | --- | ---- |
| 1     | Венгрия  | 3 | 3 | 0 | 0 | 31 | 2  | +29 | 6    |
| 2     | Германия | 4 | 2 | 1 | 1 | 23 | 13 | +10 | 5    |
| 3     | США      | 4 | 2 | 1 | 1 | 20 | 12 | +8  | 5    |
| 4     | Япония   | 3 | 0 | 0 | 3 | 0  | 38 | -38 | 0    |
| 5     | Бразилия | 2 | 0 | 0 | 2 | 4  | 13 | -9  | 0    |

| 7 августа 1932 | Япония                       | 0:10 | США                                                   | Лос-Анджелес Судьи: А. Делайе |
| 7 августа 1932 | Счёт по половинам: 0:3, 0:7. |      |                                                       | Лос-Анджелес Судьи: А. Делайе |
| 7 августа 1932 |                              | Голы | 5 — Филип Добенспек 3 — Остин Клэп 2 — Уолли О'Коннор | Лос-Анджелес Судьи: А. Делайе |

| 8 августа 1932 | Япония                        | 0:18 | Венгрия                                             | Лос-Анджелес Судьи: Е. Хоффман |
| 8 августа 1932 | Счёт по половинам: 0:10, 0:8. |      |                                                     | Лос-Анджелес Судьи: Е. Хоффман |
| 8 августа 1932 |                               | Голы | 9 — Янош Немет 7 — Оливер Халашши 2 — Алайош Кешерю | Лос-Анджелес Судьи: Е. Хоффман |

| 12 августа 1932 | Япония                       | 0:10 | Германия                                             | Лос-Анджелес Судьи: А. Делайе |
| 12 августа 1932 | Счёт по половинам: 0:3, 0:7. |      |                                                      | Лос-Анджелес Судьи: А. Делайе |
| 12 августа 1932 |                              | Голы | 6 — Ганс Шульце 3 — Иоахим Радемахер 1 — Хайко Шварц | Лос-Анджелес Судьи: А. Делайе |